# Rebecka Cardoso
Rebecka Cardoso, född 2 maj 1979, är en svensk skådespelare och dramatiker, utbildad vid Teaterhögskolan i Göteborg. Hon är 2006 verksam vid Teater Halland. Cardosos far João Cardoso är bördig från Portugal.

## Produktioner

### Regi
- 2007 – Pappa sover (Teater Halland, även roll och manus)
- 2007 – Korri Pirri (Teater Halland, även roll och manus[1])
- 2008 – Cornflakesportföljen (Profilteatern[2])
- 2008 – Genom blodet (Teater Halland, även roll och manus[3])

### Övriga teaterroller
- 2004 – Trettondagsafton (Teaterhögskolan i Göteborg)
- 2005 – Hysterikon (Teaterhögskolan i Göteborg[4])
- 2005 – Flickan med svavelstickorna (Teater Halland)
- 2006 – Tribadernas natt (Teater Halland)
- 2006 – Lysitrate (Teater Halland)
- 2007 – Tolvskillingsoperan (Teater Halland)
- 2009 – Blodsbröllop (Teater Halland[5])

### Filmografi
- 2004 – Jag vill krossa ditt hjärta
- 2005 – Hej Karl

### Performance
- 2008 – Blöder ur alla hål (Teater Halland på Stockholm Pride)